# Jordy Clasie
Jordy Clasie, född 27 juni 1991 i Haarlem, är en nederländsk fotbollsspelare (mittfältare) som spelar för AZ Alkmaar.

## Karriär
Jordy Clasie gjorde proffsdebut för Excelsior den 15 augusti 2010. I juli 2015 värvades han av Southampton, där han skrev på ett femårskontrakt.
Den 30 augusti 2017 lånades Clasie ut till belgiska Club Brugge över säsongen 2017/2018. Den 25 juli 2018 lånades han ut till Feyenoord på ett låneavtal över säsongen 2018/2019.
Den 22 juli 2019 värvades Clasie av AZ Alkmaar.